# Emma Darwin
Emma Darwin, (Wedgwood, 2 de maio de 1808 — 7 de outubro de 1896) foi prima e esposa de Charles Darwin, casaram-se em 29 de janeiro de 1839 e foram pais de dez filhos. Três morreram prematuramente.
Grande apoiadora das teorias de seu esposo Charles Darwin, o incentivou a publicar seu livro "A Origem das Espécies" (do original, em inglês, On the Origin of Species by Means of Natural Selection, or The Preservation of Favoured Races in the Struggle for Life). Mesmo depois da morte de Charles Darwin ela defendeu as teorias do marido.
Emma Darwin era prima de seu marido Charles Darwin.

## Filhos
- William Erasmus Darwin (27 de dezembro de 1839–1914)
- Anne Elizabeth Darwin (2 de março de 1841 – 22 de abril de 1851)
- Mary Eleanor Darwin (23 de setembro de 1842 – 16 de outubro de 1842)
- Henrietta Emma "Etty" Darwin (25 de setembro de 1843–1929)
- George Howard Darwin (9 de julho de 1845 – 7 de dezembro de 1912)
- Elizabeth "Bessy" Darwin (8 de julho de 1847–1926)
- Francis Darwin (16 de agosto de 1848 – 19 de setembro de 1925)
- Leonard Darwin (15 de janeiro de 1850 – 26 de março de 1943)
- Horace Darwin (13 de maio de 1851 – 29 de setembro de 1928)
- Charles Waring Darwin (6 de dezembro de 1856 – 28 de junho de 1858)